# エルフェ・アシト
エルフェ・アシト（Erve Asito）は、オランダ・オーファーアイセル州アルメロにあるサッカー専用スタジアム。2019年までポルマン・スタディオンと呼ばれていた。ヘラクレス・アルメロがホームスタジアムとして使用している。

## 概要
1999年9月10日、FCズヴォレ（現在のPECズヴォレ）との試合で正式に開場した。
2019年までヘラクレス・アルメロのメインスポンサーだった不動産会社「ポルマン」から名前をとってポルマン・スタディオンと呼ばれていたが、2019年より清掃会社「アシト」へとメインスポンサーが移ったのをきっかけに、エルフェ・アシトと改名された。